# Lucas João
Lucas Eduardo dos Santos João, noto semplicemente come Lucas João (Luanda, 4 settembre 1993), è un calciatore angolano con cittadinanza portoghese, attaccante del Nacional e della nazionale angolana.

## Caratteristiche tecniche
È una prima punta.

## Carriera

### Nazionale
Ha debuttato con la nazionale angolana il 29 marzo 2022, nell'amichevole pareggiata 0-0 contro la Guinea Equatoriale.
Ha segnato il suo primo gol in nazionale il 27 marzo 2023, nel pareggio per 1-1 contro il Ghana, valido per le qualificazioni alla Coppa d'Africa 2023.

## Statistiche

### Cronologia presenze e reti in nazionale
Aggiornato al 9 maggio 2023

| Cronologia completa delle presenze e delle reti in nazionale ― Angola | Cronologia completa delle presenze e delle reti in nazionale ― Angola | Cronologia completa delle presenze e delle reti in nazionale ― Angola | Cronologia completa delle presenze e delle reti in nazionale ― Angola | Cronologia completa delle presenze e delle reti in nazionale ― Angola | Cronologia completa delle presenze e delle reti in nazionale ― Angola | Cronologia completa delle presenze e delle reti in nazionale ― Angola | Cronologia completa delle presenze e delle reti in nazionale ― Angola |
| Data                                                                  | Città                                                                 | In casa                                                               | Risultato                                                             | Ospiti                                                                | Competizione                                                          | Reti                                                                  | Note                                                                  |
| --------------------------------------------------------------------- | --------------------------------------------------------------------- | --------------------------------------------------------------------- | --------------------------------------------------------------------- | --------------------------------------------------------------------- | --------------------------------------------------------------------- | --------------------------------------------------------------------- | --------------------------------------------------------------------- |
| 29-3-2022                                                             | Benguela                                                              | Angola                                                                | 0 – 0                                                                 | Guinea Equatoriale                                                    | Amichevole                                                            | -                                                                     |                                                                       |
| 23-3-2023                                                             | Kumasi                                                                | Ghana                                                                 | 1 – 0                                                                 | Angola                                                                | Qual. Coppa d'Africa 2023                                             | -                                                                     | 65’                                                                   |
| 27-3-2023                                                             | Luanda                                                                | Angola                                                                | 1 – 1                                                                 | Ghana                                                                 | Qual. Coppa d'Africa 2023                                             | 1                                                                     | 80’                                                                   |
| 17-6-2023                                                             | Douala                                                                | Rep. Centrafricana                                                    | 1 – 2                                                                 | Angola                                                                | Qual. Coppa d'Africa 2023                                             | -                                                                     | 80’                                                                   |
| 11-6-2024                                                             | Luanda                                                                | Angola                                                                | 1 – 1                                                                 | Camerun                                                               | Qual. Mondiali 2026                                                   | -                                                                     | 73’                                                                   |
| Totale                                                                |                                                                       | Presenze                                                              | 5                                                                     |                                                                       | Reti                                                                  | 1                                                                     |                                                                       |

## Palmarès

### Club

#### Competizioni nazionali
- Campionato cinese: 1

Shanghai Haigang: 2023